# Дамасий Родригес Мартин
Дамасий Родригес Мартин (исп. Dámaso Rodríguez Martín; 11 декабря 1944, Сан-Кристобаль-де-ла-Лагуна, Тенерифе — 19 февраля 1991 года, Тегесте, Тенерифе) — испанский серийный убийца. Прозвища «колдун» и «мазо».

## Биография

### Ранний период жизни
Он родился 11 декабря 1944 года в деревне Эль Батан (муниципалитет Сан-Кристобаль-де-ла-Лагуна, Тенерифе, Испания).

### Убийства
Первое убийство он совершил 11 ноября 1981, когда убил парня со своей девушкой в машине в отдаленном горном районе. Дамасо был вуайеристом, который любил наблюдать за парами, поддерживавшими интимные отношения.  Дамасий был приговорен к 55 годам лишения свободы за убийство, изнасилование, кражу огнестрельного оружия и незаконное хранение оружия. Однако 17 января 1991 Дамасий сбежал из тюрьмы.

Через месяц после побега, когда его дом окружила полиция, преступник совершил самоубийство, застрелив себя из ружья. Дамасий Родригес Мартин стал самым разыскиваемым преступником в Испании. Его преступления получили широкую огласку, поэтому он стал самым известным убийцей с Канарских островов.

## Источник
1. 1 2  «El Brujo», la bestia de El Moquinal. Дата обращения: 22 февраля 2016. Архивировано 4 марта 2016 года.
2. 1 2  Veinte años desde la pesadilla de Dámaso, «El Brujo». Дата обращения: 22 февраля 2016. Архивировано 27 февраля 2021 года.